# Rhegmoclema coxendix
Rhegmoclema coxendix är en tvåvingeart som först beskrevs av George Henry Verrall 1912.  Rhegmoclema coxendix ingår i släktet Rhegmoclema och familjen dyngmyggor. Inga underarter finns listade i Catalogue of Life.